# 224962 Michaelgrünewald
(224962) Michaelgrünewald, denumire internațională (224962) Michaelgrunewald, este un asteroid din centura principală de asteroizi.

## Descriere
224962 Michaelgrünewald este un asteroid din centura principală de asteroizi. A fost descoperit pe 11 martie 2007 la Wildberg de Rolf Apitzsch. Asteroidul prezintă o orbită caracterizată de o semiaxă mare de 2,47 ua, o excentricitate de 0,06 și o înclinație de 9,5° în raport cu ecliptica.